# Lijst van watertorens in Noord-Holland
Deze lijst vormt een overzicht van watertorens in Noord-Holland.
| Watertoren                             | Plaats                        | Provincie     | Bouwjaar   | Afgebroken    | Hoogte          | Inhoud                   | Architect                               | Foto |
| -------------------------------------- | ----------------------------- | ------------- | ---------- | ------------- | --------------- | ------------------------ | --------------------------------------- | ---- |
| Aalsmeer                               | Aalsmeer (aan Westeinderplas) | Noord-Holland | 1926-1928  |               | 50 m            | 520 m³ + 480 m³ + 160 m³ | H. Sangster                             |      |
| Alkmaar                                | Alkmaar                       | Noord-Holland | 1900       |               | 31,4 m          | 800 m³                   | J.C. Franken en A. Holmberg de Beckfelt |      |
| Amsterdam, Westergasfabriek            | Amsterdam -West               | Noord-Holland | 1883       | jaren '60     | onbekend        | onbekend                 | I. Gosschalk                            |      |
| Amsterdam, Amsteldijk (Nieuwer-Amstel) | Amsterdam -Zuid               | Noord-Holland | 1888       | 1928          | 40 m            | 500 m³                   | H.P.N. Halbertsma en J. Verheul         |      |
| Amsterdam, Watergraafsmeer             | Amsterdam -Oost               | Noord-Holland | 1898       | 1936          | onbekend        | onbekend                 |                                         |      |
| Amsterdam, Sloten                      | Amsterdam (Jacob Marisstraat) | Noord-Holland | circa 1900 | 1921          | onbekend        | onbekend                 |                                         |      |
| Amsterdam, Spaklerweg                  | Amsterdam -Oost               | Noord-Holland | 1911       |               | 45 m            | onbekend                 | J.L. Seeuwen                            |      |
| Amsterdam, Amstelveenseweg             | Amsterdam -Zuid               | Noord-Holland | 1965       |               | 40 m            | 2335 m³                  | P. Elling                               |      |
| Amsterdam, Watertorenplein             | Amsterdam -West               | Noord-Holland | 1966       |               | 37 m            | onbekend                 |                                         |      |
| Assendelft                             | Assendelft                    | Noord-Holland | 1886       |               | 41,85 m         | 1200 m³                  | D. de Leeuw                             |      |
| Bennebroek, "Watertoren Vogelenzang"   | Bennebroek                    | Noord-Holland | 1927       |               | onbekend        | 70 m³                    | A.T. Kraan (sr)                         |      |
| Bussum                                 | Bussum                        | Noord-Holland | 1897       | verbouwd 1967 | 30 m (was 35 m) | 200 m³                   | H.P.N. Halbertsma                       |      |
| Castricum                              | Castricum                     | Noord-Holland | 1908       |               | 33,4 m          | 50 m³                    | Fa. Neuman                              |      |
| Den Helder, oude watertoren            | Huisduinen                    | Noord-Holland | 1856       | 1908          | onbekend        | onbekend                 |                                         |      |
| Den Helder, nieuwe watertoren          | Den Helder (Centrum)          | Noord-Holland | 1908       |               | 40,15 m         | 400 m³                   | J. Schotel                              |      |
| Egmond aan Zee                         | Egmond aan Zee                | Noord-Holland | voor 1931  | 1964          | onbekend        | onbekend                 |                                         |      |
| Heemstede                              | Heemstede (Nijverheidsweg)    | Noord-Holland | 1910-1911  |               | 41,35 m         | 460 m³                   | A. Holmberg de Beckfelt                 |      |
| Groenendaal (Heemstede)                | Heemstede                     | Noord-Holland | onbekend   |               | onbekend        | onbekend                 |                                         |      |
| Hilversum, oude watertoren             | Hilversum                     | Noord-Holland | 1893       |               | 24,5 m          | 600 m³                   | Compagnie Générale des Conduites d'Eau  |      |
| Hilversum, nieuwe watertoren           | Hilversum (Loosdrechtse Bos)  | Noord-Holland | 1927       |               | onbekend        | onbekend                 | J. Duiker en B. Bijvoet                 |      |
| Hoogkarspel                            | Hoogkarspel                   | Noord-Holland | 1930       |               | 49,1 m          | 600 m³ + 400 m³          | W. Mensert                              |      |
| Hoorn                                  | Hoorn (Keern)                 | Noord-Holland | 1913       | 1970          | 40,45 m         | 300 m³                   | Visser & Smit Hanab                     |      |
| IJmuiden, Dokweg                       | IJmuiden (-West)              | Noord-Holland | 1915       |               | 24,25 m         | 600 m³                   | Rijkswaterstaat                         |      |
| IJmuiden, Evertsenstraat               | IJmuiden (-Noord)             | Noord-Holland | 1915       |               | 42,6 m          | 2500 m³                  |                                         |      |
| Kwadijk                                | Kwadijk                       | Noord-Holland | 1925       |               | 45,5 m          | 500 m³ + 500 m³          | B.F. van Niefelt                        |      |
| Laren                                  | Laren                         | Noord-Holland | 1931-1932  |               | 35,65 m         | 500 m³ + 500 m³          | W. Hamdorff                             |      |
| Nederhorst den Berg                    | Nederhorst den Berg           | Noord-Holland | 1928       |               |                 |                          |                                         |      |
| Ouderkerk aan de Amstel                | Amstelveen (Ouderkerk)        | Noord-Holland | 1895       |               | onbekend        | onbekend                 |                                         |      |
| Overveen                               | Overveen                      | Noord-Holland | 1897-1898  |               | 30,95 m         | 1200 m³                  | J. Schotel                              |      |
| Vogelenzang, Leijweg                   | Vogelenzang                   | Noord-Holland | ca. 1957   |               | onbekend        | onbekend                 | J.P. Kloos                              |      |
| Weesp                                  | Weesp                         | Noord-Holland | 1907       | 1970          | 30,35 m         | 200 m³                   | J. Schotel                              |      |
| Wieringerwaard                         | Wieringerwaard                | Noord-Holland | 1928       |               | 51,3 m          | 400 m³ + 600 m³          | W. Mensert en B.F. van Nieveld          |      |
| Wormer, Hollandia                      | Wormer (Veerdijk)             | Noord-Holland | 1888       |               | onbekend        | onbekend                 |                                         |      |
| Wormer, Van Gelder                     | Wormer (Eendrachtstraat)      | Noord-Holland | 1918       | 1983          | onbekend        | 100 m³ + 120 m³          |                                         |      |
| Wormerveer, De Adelaar                 | Wormerveer (Zuideinde)        | Noord-Holland | 1908       |               | 7 m             | onbekend                 |                                         |      |
| Zaandam                                | Zaandam (Westzijde)           | Noord-Holland | 1880       |               | onbekend        | onbekend                 |                                         |      |
| Zandvoort, oude watertoren             | Zandvoort                     | Noord-Holland | 1912       | 1943          | onbekend        | onbekend                 |                                         |      |
| Zandvoort, nieuwe watertoren           | Zandvoort                     | Noord-Holland | 1949       |               | 48 m            | 425 m³ + 525 m³          | J. Zietsma                              |      |

Drenthe ·
Flevoland ·
Friesland ·
Gelderland ·
Groningen ·
Limburg ·
Noord-Brabant ·
Noord-Holland ·
Overijssel ·
Utrecht ·
Zeeland ·
Zuid-Holland